# Deepack

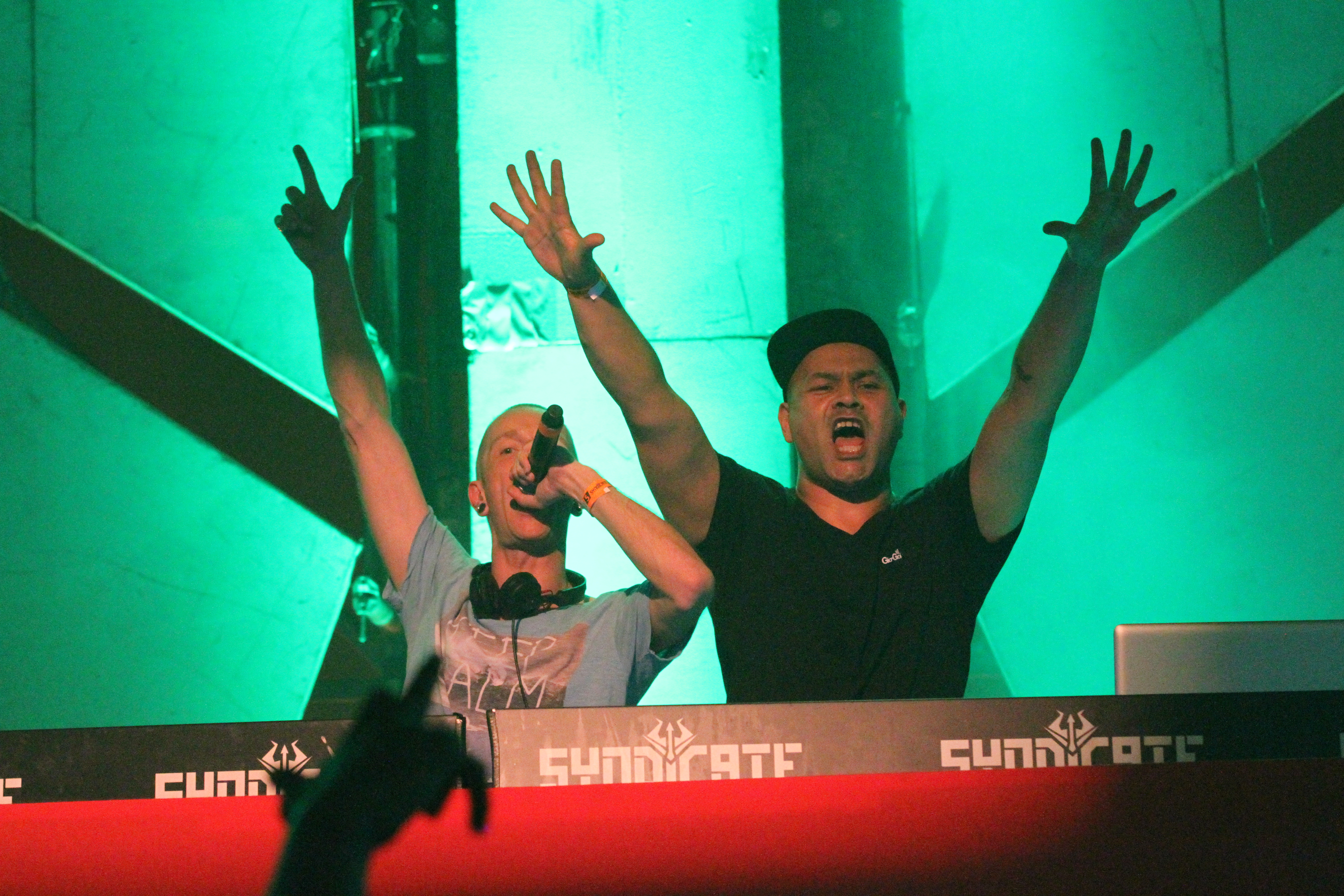
Deepak (2013)

Deepack ist ein niederländisches Hardstyle-Projekt, das aus Marcel van der Zwan, Frank Pechler und Ramon Roelofs besteht. Van der Zwan und Pechler begannen zu Beginn der 90er zusammen zu produzieren und aufzulegen, Roelofs stieß im Jahr 2001 dazu. Sie produzieren zu dritt. Bei DJ-Sets und als Liveact sind aber vor allem van der Zwan und Pechler gefragt.
 
Bekannte Platten von Deepack sind Drop out, 100%, Blue horizons, Here's Johnny und The Prophecy (Qlimax Anthem 2003) oder die Single Stampuh, die zusammen mit The Prophet produziert wurde und beim Label Scantraxx erschien.

## Diskographie
| Single                                                          | Jahre | Label                  | Einzelheiten                                                 |
| --------------------------------------------------------------- | ----- | ---------------------- | ------------------------------------------------------------ |
| Drop Out! / Santa Cruz                                          | 2001  | Moveable Frequency     |                                                              |
| Here's Johnny / Don't Low                                       | 2003  | Q-Dance                |                                                              |
| The Prophecy                                                    | 2003  | Q-Dance                | Titelmelodie von Qlimax                                      |
| 100% / Zero Crossing                                            | 2003  | Q-Dance                |                                                              |
| Kick This Mutha / Stomper                                       | 2004  | Q-Dance                | feat. DJ Luna                                                |
| Who's Got The Beatz                                             | 2004  | Q-Dance                | feat. MC Ruffian                                             |
| Rockin' Steady / Like The Bass                                  | 2005  | Straight On Recordings | feat. Showtek                                                |
| Stampuhh!! / On Da Wheelz                                       | 2006  | Scantraxx              | feat. The Prophet                                            |
| Speakafreaxz                                                    | 2007  | Hardcopy Recordings    |                                                              |
| Remixxed 001                                                    | 2007  | Scantraxx              | A1: Stampuhh (Beholder & Max Enforcer Rmx)                   |
| Can't Hold Us Down                                              | 2007  | Hardcopy Recordings    | Titelmelodie von Decibel; feat. Charly Lownoise & MC Villain |
| Biological Insanity                                             | 2008  | Q-Dance                | Titelmelodie von Defqon.1; feat. Luna                        |
| Free Ur Mind / Turnin' Da Heat Up                               | 2008  | Hardcopy Records       |                                                              |
| Skitzo / Steady Rockin' (100% Deepack Mix)                      | 2008  | Dutch Master Works     | feat. Showtek                                                |
| Fire In Tha Place / Symphony Of Sound / New Day / Day's To Come | 2009  | Hardcopy Records       | feat. MC Lan                                                 |
| Rock Diz / In Other Wordz                                       | 2009  | Scantraxx Evolutionz   | feat. D-Block & S-Te-Fan                                     |
| Mayday Dream / Unity (Deepack Remix)                            | 2009  | Dirty Workz            | feat. Coone                                                  |
| To Ya Brain / Phreakerz                                         | 2009  | Hardcopy Records       | feat. Frontliner                                             |
| Mystery / Phoenix / We Don't Care                               | 2010  | Hardcopy Records       |                                                              |
| Party Animal / Body Music / I Wanna C Ya                        | 2010  | Hardcopy Records       | feat. DJ Luna                                                |
| Durty 7 / Keep It Alive                                         | 2010  | Hardcopy Records       | feat. Josh & Wesz                                            |
| Ei Met Ui                                                       | 2011  | Hardcopy Records       | feat. Josh & Wesz                                            |
| The Dream Goes On / We Do Our Thing!                            | 2011  | Hardcopy Records       | feat. D-Block & S-Te-Fan                                     |
| Statement of Noise                                              | 2012  | Anarchy                | feat. MC Lan                                                 |
| C In U / What I'm All About                                     | 2013  | Anarchy                | feat. MC Lan                                                 |